# Максим (Попов)
Ієромонах Максим (в миру Мефодій Григорович Попов; 17 червня 1876–1934) — ієромонах Російської православної церкви мордовського походження.
Канонізований у чині преподобномученика.

## Життєпис
Попов Мефодій Григорович народився в 1876 році у селі Великий Сурмет Бугурусланського повіту Самарської губернії в заможній віруючій в Бога селянській родині. Його батько був попечителем храму, який будувався (церква в ім'я святих безсрібників Косми і Даміана). У сім'ї було п'ятеро дітей, четверо з них згодом стали ченцями.
У 1900 році Мефодій одружився з селянкою Оленою Тимофіївною Поляковою, і у них народилося шестеро дітей: перша дитина народилася у 1902 році, останній — у 1916-му. Будучи глибоко релігійним людиною, він неодноразово ходив на паломництво до найважливіших православних храмів Росії, включаючи пішохідне паломництво до Печерської лаври. Мефодій брав участь у діяльності місцевої парафії і мав значний авторитет серед інших мешканців села, в якому він жив.
Після Жовтневої революції, під час політики воєнного комунізму, у родини Попова була конфіскована їжа, худоба та інвентар. У 1922 році під час епідемії тифу він овдовів і втратив батька. Після смерті дружини він поклявся не одружуватися та вирішив стати монахом.
У 1926 році у Володимирському Кам'янському монастирі керуючим Уфимською єпархією єпископом Давлекановським Іоаном (Поярковим) був пострижений у чернецтво з ім'ям Максим і висвячений ним же в сан ієромонаха.
З 1926 року служив у храмі Сергіївського жіночого монастиря Белебеївського повіту Уфимської губернії (нині Белебеївський район Башкирії).
Взимку 1927—1928 року монастир був закритий. У ньому організували колонію для безпритульних. Однак для служби в храмі дозволили залишитися отцю Максиму і 12 черницям.
У 1929 році храм закрили. Із 1930 року отець Максим служив в Іллінському храмі в с. Рябаш Приютовського (нині Єрмекеєвського) району, РБ. У селі він не мав свого житла і жив у віруючих парафіян.
Був заарештований 17 вересня 1931 року в м. Белебей, куди о. Максим приходив помолитися на святкування Табинської ікони Божої Матері. Привід для арешту — заява кореспондента газети «Пролетарская мысль», який проявив «революційну пильність»: побачивши на ринку м. Белебея священика і черницю кореспондент запідозрив о. Максима в проведенні агітації серед селян і повідомив про це в міліцію.
Після арешту о. Максим був засуджений до п'яти років заслання. Рік провів у в'язниці м. Белебей, потім 3 роки в таборі села Наволоки Холмогорського району Архангельської області. Помер у 1934 році в таборі від запалення легенів. Перед смертю за ним доглядав житель села Наволоки Маслов, він же його і поховав.
У 1989 році був реабілітований Прокуратурою Башкирської АРСР

## Канонізація
У 2000 році ієромонах Максим був канонізований Архієрейським Собором РПЦ.